# Eremobates papillatus
Espèce
Eremobates papillatus est une espèce de solifuges de la famille des Eremobatidae.

## Distribution
Cette espèce se rencontre aux États-Unis en Californie et au Mexique en Basse-Californie,.

## Publication originale
- Muma, 1970 : A synoptic review of North American, Central American, and West Indian Solpugida (Arthropoda, Arachnida). Arthropods of Florida and Neighboring Land Areas, vol. 5, p. 1-62.